# 343 (số)
343 (ba trăm bốn mươi ba) là một số tự nhiên ngay sau 342 và ngay trước 344.